# كارولينا باركو
ماريا كارولينا باركو إيزاكسون (بالإسبانية: María Carolina Barco Isakson)‏ هي سياسية ودبلوماسية كولومبية أمريكية ولدت في سنة 1951 في مدينة بوسطن في ماساتشوستس. هي ابنة الرئيس الكولومبي السابق فيرجيليو باركو فارغاس والذي تولى رئاسة كولومبيا من سنة 1986 وحتى سنة 1990. أكملت دراسة علم الاجتماع والاقتصاد في كلية ويليسلي، ثم حصلت على شهادة الأستاذية في تخطيط المدن من جامعة هارفارد. أصبحت وزيرة خارجية كولومبيا من سنة 2002 إلى سنة 2006 في حكومة ألبارو أوريبي بيليث. اختارها أوريبي لاحقاً لتكون سفيرة كولومبيا في الولايات المتحدة.